# Lepadella desmeti
Lepadella desmeti är en hjuldjursart som beskrevs av Segers och Chittapun 200. Lepadella desmeti ingår i släktet Lepadella och familjen Lepadellidae. Inga underarter finns listade i Catalogue of Life.